# 蜻蜓FM
蜻蜓FM是中华人民共和国的一个网络电台平台，于2011年9月发布。

## 简介
蜻蜓FM除提供上千套传统电台广播节目同步直播及回听外，还包括了大量音频播客节目，用户可通过网页端（qingting.fm）以及iOS、Android客户端收听。根据2017年的统计，蜻蜓FM是中国大陆市场占有率和下载量第一位的网络电台应用。